# Кэрролл, Шон (космолог)
Шон Майкл Кэрролл (англ. Sean Michael Carroll; род. 5 октября 1966, Филадельфия, Пенсильвания) — американский физик-теоретик и космолог, специализирующийся на исследованиях тёмной энергии и общей теории относительности.
Получил докторскую степень по астрономии и астрофизике в Гарвардском университете в 1993 году — под руководством Джорджа Филда (George B. Field). До 2006 года работал исследователем в Массачусетском технологическом институте и Калифорнийском университете в Санта-Барбаре, а также как ассистент-профессор в Чикагском университете. В настоящее время работает в Калифорнийском технологическом институте.
Участвовал в передачах Вселенная и Сквозь червоточину, в 2011 году выступал на TED. Является автором четырёх научно-популярных книг: «From Eternity to Here» о природе времени, «The Particle at the End of the Universe» о бозоне Хиггса, «The Big Picture» о т. н. поэтическом натурализме и «Something Deeply Hidden».
В 2013 году его книга The Particle at the End of the Universe была награждена Премией Уинтона Королевского общества.
Супруга - Дженнифер Уэллетт.

## Публикации
На английском языке
- Carroll, Sean (2003). Spacetime and Geometry: An Introduction to General Relativity. ISBN 0-8053-8732-3.
- Carroll, Sean (2010). From Eternity To Here. ISBN 0-525-95133-4.
- Carroll, Sean (2012). The Particle at the End of the Universe: How the Hunt for the Higgs Boson Leads Us to the Edge of a New World. ISBN 0-525-95359-0.
- Carroll, Sean (2016). The Big Picture: On the Origins of Life, Meaning, and the Universe Itself. ISBN 0-525-95482-1.
- Carroll, Sean (2019). Something Deeply Hidden: Quantum Worlds and the Emergence of Spacetime. ISBN 1-5247-4301-1.
- Carroll, Sean (2022). The Biggest Ideas in the Universe: Space, Time, and Motion. ISBN 978-0-5931-8658-9.

На русском языке
- Кэрролл, Шон. Частица на краю Вселенной. Как охота на бозон Хиггса ведет нас к границам нового мира = The Particle at the End of the Universe. How the Hunt for the Higgs Boson Leads Us to the Edge of a New World. — М.: БИНОМ. Лаборатория знаний, 2015. — 352 p. — ISBN 978-5-9963-1368-6.
- Кэрролл, Шон. Вечность. В поисках окончательной теории времени = From Eternity To Here. The quest for the Ultimate Theory of Time. — СПб.: Питер, 2017. — 512 p. — ISBN 978-5-496-01017-7.
- Кэрролл, Шон. Вселенная. Происхождение жизни, смысл нашего существования и огромный космос = The Big Picture. On the Origins of Life, Meaning, and the Universe Itself. — СПб.: Питер, 2017. — 464 p. — ISBN 978-5-496-02380-1.
- Кэрролл, Шон. Квантовые миры и возникновение пространства-времени = Something Deeply Hidden. Quantum Worlds and the Emergence of Spacetimes.. — СПб.: Питер, 2022. — 368 p. — ISBN 978-5-4461-1530-3.
- Кэрролл, Шон. Пространство, время и движение. Величайшие идеи Вселенной.  - СПб,: Питер, 2025. - 320 стр. - ISBN 978-5-4461-4122-7.